# NGC 723
NGC 723 (NGC 724) é uma galáxia espiral (Sbc) localizada na direcção da constelação de Fornax. Possui uma declinação de -23° 45' 26" e uma ascensão recta de 1 horas, 53 minutos e 45,6 segundos.
A galáxia NGC 723 foi descoberta em 26 de Outubro de 1785 por William Herschel.